# New Waverly (Texas)
New Waverly est une ville située au sud du comté de Walker, au Texas, aux États-Unis,.

## Démographie
Lors du recensement de 2010, la ville comptait une population de 1 032 habitants. Elle est estimée, en 2016, à 1 081 habitants.

## Source de la traduction
- (en) Cet article est partiellement ou en totalité issu de l’article de Wikipédia en anglais intitulé « New Waverly, Texas » (voir la liste des auteurs).